# Tatsushi Ōmori
Pour les articles homonymes, voir Ōmori.
Tatsushi Ōmori (大森立嗣, Ōmori Tatsushi), né le 4 septembre 1970 à Tokyo, est un réalisateur japonais.

## Biographie
Tatsushi Ōmori est né à Tokyo où il a ensuite grandi. Il est le fils d'Akaji Maro, metteur en scène et danseur de butō, et le frère aîné de l'acteur Nao Ōmori.
Après avoir fréquenté le lycée Toyoma (ja), il a fait des études de sociologie à l'université Komazawa de Tokyo (ja). Il a commencé dans le cinéma en tant qu'acteur, puis assistant réalisateur d'Haruhiko Arai (ja) et de Junji Sakamoto.

## Filmographie

### Réalisateur
- 2005 : Le Murmure des dieux (ゲルマニウムの夜, Gerumaniumu no yoru?)
- 2010 : Le Pays de Kenta, Jun et Kayo (ケンタとジュンとカヨちゃんの国, Kenta to Jun to Kayo-chan no kuni?)
- 2011 : Mahoro ekimae Tada benriken (まほろ駅前多田便利軒?)
- 2013 : Bozo[3] (ぼっちゃん, Botchan?)
- 2013 : Sayonara keikoku (さよなら渓谷?)
- 2014 : Mahoro ekimae kyōsōkyoku (まほろ駅前狂騒曲?)
- 2016 : Setoutsumi (セトウツミ?)
- 2017 : Hikari (光?)
- 2018 : Dans un jardin qu'on dirait éternel (日日是好日, Nichinichi kore kōjitsu?)
- 2019 : Haha o nakushita toki, boku wa ikotsu o tabetai to omotta (母を亡くした時、僕は遺骨を食べたいと思った。?)
- 2019 : Tarō l'idiot[4] (タロウのバカ, Tarō no baka?)
- 2020 : Le Lien du sang (マザー, Mazā?)

### Acteur
- 2012 : Our Homeland (かぞくのくに, Kazoku no kuni?) de Yang Yong-hi : Hongi
- 2018 : The Chrysanthemum and the Guillotine (菊とギロチン, Kiku to girochin?) de Takahisa Zeze : Matsutaro Shoriki

## Distinctions

### Récompenses
- 2006 : Japanese Professional Movie Award du meilleur nouveau réalisateur pour Le Murmure des dieux[5]
- 2013 : prix spécial du jury pour Sayonara keikoku au festival international du film de Moscou[6]
- 2019 : Hōchi Film Award du meilleur réalisateur pour Dans un jardin qu'on dirait éternel[7],[8]
- 2019 : Dragon Award du meilleur film (prix du public) pour Dans un jardin qu'on dirait éternel au Ljubljana International Film Festival (en)[9]
- 2021 : prix Mainichi du meilleur film pour Le Lien du sang[10]

### Sélections
- 2006 : Le Murmure des dieux est sélectionné en compétition dans la catégorie « Cinéastes du présent » au festival international du film de Locarno[11]
- 2013 : Sayonara keikoku est sélectionné en compétition pour le Prix d'or au festival international du film de Moscou[6]